# Blénod-lès-Pont-à-Mousson
Blénod-lès-Pont-à-Mousson település Franciaországban, Meurthe-et-Moselle megyében. Lakosainak száma 4649 fő (2022. január 1.). Blénod-lès-Pont-à-Mousson Atton, Dieulouard, Jezainville, Loisy, Maidières, Montauville és Pont-à-Mousson községekkel határos.

## Népesség
A település népességének változása:
| Lakosok száma | 3802 | 4553 | 4899 | 4439 | 4353 | 4563 | 4601 | 4613 | 4642 | 4649 |
|               | 1968 | 1982 | 1999 | 2006 | 2011 | 2015 | 2017 | 2018 | 2020 | 2022 |